# 中国儿童报
《中国儿童报》是共青团中央和中国少年报社及中国少年儿童新闻出版总社出版的少年儿童报刊，中国少年先锋队队报。创刊于1946年2月，當時稱作《新少年報》，至1985年改為《中國兒童報》至今，為中國歷史最久的以少年兒童為對像的刊物。目前為周刊，每星期一出刊一期。

## 外部連結
- 中國兒童報線上精選